# Las Vegas Raiders
Las Vegas Raiders je profesionální klub amerického fotbalu, který sídlí v Las Vegas ve státě Nevada. V současné době je členem West Division (Západní divize) American Football Conference (AFC, Americké fotbalové konference) National Football League (NFL, Národní fotbalové ligy).
Po prvních třech těžkých sezónách (1960-1962) v AFL se jmenoval majitel a generální manažer Al Davis také hlavním trenérem, a pod jeho vedením se výkon týmu podstatně zlepšil. Raiders se poprvé do play-off probojovali v roce 1967 a hned se dostali až do Super Bowlu, ve kterém podlehli Green Bay Packers. V sedmdesátých letech vlna úspěchů pokračovala, Oakland si připsal šest divizních titulů a v roce 1976 první Super Bowlu po zdolání Minnesoty Vikings 32:14. V sezóně 1980 přišel nečekaně druhý titul a o tři roky později i třetí, ale to již Raiders přesídlili do Los Angeles. Od roku 1985 ovšem nastává špatné období: jeden divizní titul (1990) a dvě další účasti v play-off byly pro ambiciózní tým málo. Roku 1995 tak následuje stěhování zpátky do Oaklandu a klub se začíná zvedat. Vrcholem této snahy je účast v Super Bowlu 2002, ve kterém ale vítězí Tampa Bay Buccaneers 21:48. Hned poté následuje pád, který trvá dodnes, protože se Raiders od zmíněné sezóny 2002 dostali do play-off pouze jednou (2016). V roce 2020 se tým stěhuje do Las Vegas.

## Hráči

### Členové Síně slávy profesionálního fotbalu

#### Hráči
- 1979 - Ron Mix
- 1980 - Jim Otto
- 1981 - George Blanda
- 1984 - Willie Brown
- 1987 - Gene Upshaw
- 1988 - Fred Biletnikoff
- 1989 - Art Shell
- 1990 - Ted Hendricks
- 1997 - Mike Haynes
- 1999 - Eric Dickerson
- 2000 - Howie Long
- 2000 - Ronnie Lott
- 2002 - Dave Casper
- 2003 - Marcus Allen
- 2003 - James Lofton
- 2004 - Bob Brown
- 2009 - Rod Woodson
- 2010 - Jerry Rice
- 2013 - Warren Sapp
- 2014 - Ray Guy
- 2015 - Tim Brown
- 2016 - Ken Stabler
- 2018 - Randy Moss

#### Funkcionáři
- Al Davis - majitel
- John Madden - trenér
- Ron Wolf - skaut a ředitel zaměstnaneckého odboru

### Draft
Hráči draftovaní v prvním kole za posledních deset sezón:
| Rok  | Pořadí  | Jméno hráče                                | Pozice                            | Univerzita                                                            |
| 2010 | 8       | Rolando McClain                            | Linebacker                        | University of Alabama                                                 |
| 2011 |         | nikdo                                      |                                   |                                                                       |
| 2012 |         | nikdo                                      |                                   |                                                                       |
| 2003 | 12      | D.J. Hayden                                | Cornerback                        | University of Houston                                                 |
| 2014 | 7       | Khalil Mack                                | Outside linebacker                | State University of New York at Buffalo                               |
| 2015 | 4       | Amari Cooper                               | Wide receiver                     | University of Alabama                                                 |
| 2016 | 14      | Karl Joseph                                | Safety                            | West Virginia University                                              |
| 2017 | 24      | Gareon Conley                              | Cornerback                        | Ohio State University                                                 |
| 2018 | 15      | Kolton Miller                              | Offensive tackle                  | University of California, Los Angeles                                 |
| 2019 | 4 24 27 | Clelin Ferrell Josh Jacobs Johnathan Abram | Defensive end Running back Safety | Clemson University University of Alabama Mississippi State University |